# Zwavelzure ammoniak
Zwavelzure ammoniak is een kunstmest die bestaat uit ammoniumsulfaat (NH4)2SO4. Deze meststof bevat 21% ammoniumstikstof en 24% wateroplosbare zwavel. De meststof is zowel in korrelvorm, als in vloeibare vorm beschikbaar. Een nadeel van de korrelvorm is dat de ammoniak in de lucht kan verdwijnen als de korrels op de grond blijven liggen.
Ammoniak moet eerst door het bodemleven worden omgezet in nitraat voordat het door de plant opgenomen kan worden. Dit wordt nitrificatie genoemd. Hierdoor is de werking van deze meststof vertraagd en spoelt niet zo snel uit. Voor een snelle werking kan beter chilisalpeter gebruikt worden.
Zwavelzure ammoniak werkt verzurend (pH-verlagend) op de bodem en is dus minder geschikt voor gebruik op zandgrond. Op kalkrijke grond kunnen hierdoor sporenelementen beter beschikbaar komen bij gebruik van deze meststof.
Al tijdens het midden van de 19e eeuw werd ammonia, een oplossing van ammoniak in water, gebruikt voor de fabricage van zwavelzure ammoniak. De ammonia werd betrokken van lichtgasfabrieken. In 1910 werd al 65% van al het door de
lichtgasindustrie geproduceerde ammonia omgezet in zwavelzure ammoniak.
In 1920 begon ook DSM met de verkoop van deze meststof die overbleef bij de cokesovengaswinning. In 1930 gingen ook Mekog (vlak bij de cokesfabriek van Hoogovens), het stikstofbindingsbedrijf van de Staatsmijnen (Geleen) en de Compagnie Neérlandaise de l'Azote (tegenwoordig: Yara Sluiskil B.V.) in Sluiskil zwavelzure ammoniak verkopen.